# Пикколомини (пьеса)
«Пикколомини» (нем. Die Piccolomini) — пьеса Фридриха Шиллера, вторая часть исторической трилогии «Валленштейн». Была впервые поставлена на сцене в 1799 году.
Изначально, заинтересовавшись Альбрехтом фон Валленштейном, Шиллер планировал создать одну пьесу на эту тему. Однако по ходу работы количество материала росло, и по предложению Гёте драматург в 1798 году разделил основную часть текста на две пьесы — драму «Пикколомини» и трагедию «Смерть Валленштейна», а прологом к ним стала комедия «Лагерь Валленштейна». «Пикколомини» были поставлены в Веймаре 30 января 1799 года.

## Сюжет
Заглавные герои пьесы — отец и сын Пикколомини. Первый, Оттавио, — реальный исторический деятель, военачальник, служивший под началом Валленштейна, а в 1634 году примкнувший к заговору против него в интересах императора. Второй, Макс, влюблённый в дочь Валленштейна, выдуман Шиллером.